# Periklis Kakusis
Periklis Kakusis (gr. Περικλής Κακούσης; ur. w 1879, zm. w 1939) – grecki sportowiec, mistrz olimpijski w podnoszeniu ciężarów z Saint Louis (1904).
W 1904 r. podczas letnich igrzysk olimpijskich w Saint Louis zdobył złoty medal w podnoszeniu ciężarów oburącz. Udało mu się podnieść 111,70 kg i zdecydowanie był podczas tych igrzysk najlepszy (drugi zawodnik miał rezultat gorszy o niemal 30 kg), ponadto udało mu się poprawić rekord olimpijski. Uczestniczył również w drużynowych zawodach przeciągania liny, w których jako członek klubu Pan-Hellenic Athletic Club zajął ostatnie piąte miejsce ex aequo z drużyną południowoafrykańską (Boer Team).
Startował również w olimpiadzie letniej w 1906 r. w Atenach, gdzie startował w tej samej konkurencji podnoszenia ciężarów a także w rzucie dyskiem w stylu starożytnym. W zawodach ciężarowych Kakusis osiągnął wynik 121,5 kg, jednak zajął dopiero szóste miejsce. W rzucie dyskiem w stylu starożytnym jego wynik jest nieznany; wiadomo, że nie zajął miejsca w najlepszej siódemce zawodów.